# Campeonato Mundial de Atletismo Júnior de 2014 - Salto com vara feminino
A prova do salto com vara feminino do Campeonato Mundial de Atletismo Júnior de 2014 ocorreu entre os  dias 22 e 24 de julho em Eugene, nos Estados Unidos. 

## Recordes
Antes desta competição, os recordes mundiais e do campeonato nesta prova eram os seguintes:
|     | Nome               | Nacionalidade | Altura | Local     | Data                    |
| --- | ------------------ | ------------- | ------ | --------- | ----------------------- |
| WJR | Angelica Bengtsson | Suécia        | 4.63 m | Estocolmo | 22 de fevereiro de 2011 |
| CR  | Angelica Bengtsson | Suécia        | 4.50 m | Barcelona | 14 de julho de 2012     |

Os seguintes recordes mundiais ou do campeonato foram estabelecidos durante esta competição: 
| Data        | Evento | Nome              | Nacionalidade | Altura | Notas |
| ----------- | ------ | ----------------- | ------------- | ------ | ----- |
| 24 de julho | Final  | Alena Lutkovskaya | Rússia        | 4.50 m | =     |

## Medalhistas
| Ouro                    | Prata                | Bronze                |
| Alena Lutkovskaya (RUS) | Desiree Freier (USA) | Eliza McCartney (NZL) |

## Cronograma
Todos os horários são locais (UTC-7).
| Data        | Hora  | Evento       |
| ----------- | ----- | ------------ |
| 22 de julho | 10:30 | Qualificação |
| 24 de julho | 18:00 | Final        |

## Resultados

### Qualificação
Qualificação: 4,15 m (Q) ou pelo menos melhor 12 qualificado (q) 
Grupo  A
| Posição | Atleta                | Nacionalidade  | Tentativas | Tentativas | Tentativas | Tentativas | Tentativas | Tentativas | Resultados | Notas |
| Posição | Atleta                | Nacionalidade  | 3.60       | 3.75       | 3.90       | 4.00       | 4.10       | 4.15       | Resultados | Notas |
| ------- | --------------------- | -------------- | ---------- | ---------- | ---------- | ---------- | ---------- | ---------- | ---------- | ----- |
| 1       | Alena Lutkovskaya     | Rússia         | -          | -          | -          | -          | o          |            | 4.10       | q     |
| 1       | Rebeka Silhanová      | Chéquia        | -          | -          | o          | -          | o          |            | 4.10       | q     |
| 3       | Bonnie Draxler        | Estados Unidos | -          | o          | xxo        | xo         | o          |            | 4.10       | q     |
| 3       | Dominique Esselaar    | Países Baixos  | xo         | o          | xxo        | o          | o          |            | 4.10       | q,    |
| 5       | Reena Koll            | Estónia        | -          | -          | o          | o          | xxx        |            | 4.00       | q     |
| 5       | Emma Philippe         | Austrália      | -          | o          | o          | o          | xxx        |            | 4.00       | q     |
| 5       | Yeoryía Stefanídi     | Grécia         | o          | o          | o          | o          | xxx        |            | 4.00       | q,    |
| 8       | Kamila Przybyła       | Polónia        | -          | xo         | xxo        | xo         | xxx        |            | 4.00       |       |
| 9       | Rebecca Pietsch       | Alemanha       | -          | o          | o          | xxx        |            |            | 3.90       |       |
| 10      | Gil Le Bris           | França         | -          | xo         | o          | xxx        |            |            | 3.90       |       |
| 11      | Klara Mattson         | Suécia         | o          | xxo        | o          | xxx        |            |            | 3.90       |       |
| 11      | Demet Parlak          | Turquia        | xo         | xo         | o          | xxx        |            |            | 3.90       |       |
| 13      | Wilma Murto           | Finlândia      | o          | o          | xxx        |            |            |            | 3.75       |       |
| 14      | Paula Nedberget Llano | Noruega        | xo         | o          | xxx        |            |            |            | 3.75       |       |
| 15      | Robeilys Peinado      | Venezuela      | -          | xxx        |            |            |            |            | NM         |       |

Grupo  B
| Posição | Atleta                 | Nacionalidade  | Tentativas | Tentativas | Tentativas | Tentativas | Tentativas | Tentativas | Resultados | Notas |
| Posição | Atleta                 | Nacionalidade  | 3.60       | 3.75       | 3.90       | 4.00       | 4.10       | 4.15       | Resultados | Notas |
| ------- | ---------------------- | -------------- | ---------- | ---------- | ---------- | ---------- | ---------- | ---------- | ---------- | ----- |
| 1       | Ninon Guillon-Romarin  | França         | -          | -          | o          | o          | o          |            | 4.10       | q     |
| 1       | Anastasiya Sadovnikova | Rússia         | -          | -          | -          | o          | o          |            | 4.10       | q     |
| 3       | Nina Kennedy           | Austrália      | -          | -          | o          | o          | xo         |            | 4.10       | q     |
| 3       | Elina Lampela          | Finlândia      | -          | o          | o          | o          | xo         |            | 4.10       | q,    |
| 5       | Eliza McCartney        | Nova Zelândia  | -          | -          | -          | xo         | xo         |            | 4.10       | q     |
| 5       | Elienor Werner         | Suécia         | -          | o          | xo         | o          | xo         |            | 4.10       | q     |
| 7       | Desiree Freier         | Estados Unidos | -          | -          | -          | -          | xxo        |            | 4.10       | q     |
| 8       | Lene Onsrud Retzius    | Noruega        | -          | -          | xxo        | o          | xxx        |            | 4.00       |       |
| 8       | Malen Ruíz de Azúa     | Espanha        | o          | o          | xxo        | o          | xxx        |            | 4.00       |       |
| 10      | Maryna Kylypko         | Ucrânia        | -          | xo         | xo         | xxo        | xxx        |            | 4.00       |       |
| 11      | Margaux Quirin         | Bélgica        | -          | o          | xo         | xxx        |            |            | 3.90       |       |
| 12      | Helen Falda            | Itália         | o          | o          | xxo        | xxx        |            |            | 3.90       |       |
| 13      | Allison Harris         | Canadá         | xxo        | o          | xxx        |            |            |            | 3.75       |       |
| 14      | Leda Krošelj           | Eslovénia      | o          | xo         | xxx        |            |            |            | 3.75       |       |
| 14      | Li Chaoqun             | China          | -          | xo         | xxx        |            |            |            | 3.75       |       |

### Final
A prova final foi realizada no dia 24 de julho às 18:00. 
| Posição           | Atleta                 | Nacionalidade  | Tentativas | Tentativas | Tentativas | Tentativas | Tentativas | Tentativas | Tentativas | Tentativas | Tentativas | Tentativas | Tentativas | Resultados | Notas                |
| Posição           | Atleta                 | Nacionalidade  | 3.80       | 3.95       | 4.10       | 4.20       | 4.25       | 4.30       | 4.35       | 4.40       | 4.45       | 4.50       | 4.57       | Resultados | Notas                |
| ----------------- | ---------------------- | -------------- | ---------- | ---------- | ---------- | ---------- | ---------- | ---------- | ---------- | ---------- | ---------- | ---------- | ---------- | ---------- | -------------------- |
| Medalha de ouro   | Alena Lutkovskaya      | Rússia         | -          | -          | -          | o          | -          | -          | xo         | -          | o          | xo         | xr         | 4.50       | =                    |
| Medalha de prata  | Desiree Freier         | Estados Unidos | -          | -          | o          | o          | o          | o          | o          | xo         | o          | xxx        |            | 4.45       | AJM                  |
| Medalha de bronze | Eliza McCartney        | Nova Zelândia  | -          | -          | o          | o          | -          | xo         | xo         | xo         | xo         | xxx        |            | 4.45       | Recorde nacional     |
| 4                 | Nina Kennedy           | Austrália      | -          | o          | o          | xo         | -          | xxo        | o          | o          | xxx        |            |            | 4.40       | Recorde pessoal      |
| 5                 | Anastasiya Sadovnikova | Rússia         | -          | -          | xo         | xo         | xo         | xxx        |            |            |            |            |            | 4.25       | Recorde da temporada |
| 6                 | Rebeka Silhanová       | Chéquia        | -          | xo         | o          | o          | xxo        | xxx        |            |            |            |            |            | 4.25       |                      |
| 7                 | Elienor Werner         | Suécia         | o          | o          | o          | xo         | xxx        |            |            |            |            |            |            | 4.20       | Recorde pessoal      |
| 8                 | Reena Koll             | Estónia        | o          | o          | o          | xxo        | xxx        |            |            |            |            |            |            | 4.20       | NJR                  |
| 9                 | Ninon Guillon-Romarin  | França         | -          | o          | o          | xxx        |            |            |            |            |            |            |            | 4.10       |                      |
| 9                 | Elina Lampela          | Finlândia      | o          | o          | o          | xxx        |            |            |            |            |            |            |            | 4.10       | Recorde pessoal      |
| 11                | Bonnie Draxler         | Estados Unidos | -          | o          | xxx        |            |            |            |            |            |            |            |            | 3.95       |                      |
| 12                | Dominique Esselaar     | Países Baixos  | xo         | o          | xxx        |            |            |            |            |            |            |            |            | 3.95       |                      |
| 12                | Yeoryía Stefanídi      | Grécia         | xo         | o          | xxx        |            |            |            |            |            |            |            |            | 3.95       |                      |
| 13                | Emma Philippe          | Austrália      |            |            |            |            |            |            |            |            |            |            |            | DNS        |                      |

Legenda
| Recorde mundial       | Recorde mundial (World record)               |                       | Recorde africano                      | Recorde africano (African) |                                           | Q | Classificado por posição (Qualified) |
| Recorde do campeonato | Recorde do campeonato (Championship record)  | Recorde da América    | Recorde da América (Americas)         | q                          | Classificado por melhor tempo (Qualified) |   |                                      |
| Melhor marca do ano   | Melhor marca do ano (World leading)          | Recorde asiático      | Recorde asiático (Asian)              | DNS                        | Não largou (Did not start)                |   |                                      |
| Recorde nacional      | Recorde nacional (National record)           | Recorde europeu       | Recorde europeu (European)            | DNF                        | Não terminou (Did not finish)             |   |                                      |
| Recorde pessoal       | Recorde pessoal do atleta (Personal best)    | Recorde da Oceania    | Recorde da Oceania (Oceania)          | DSQ / DQ                   | Desclassificado (Disqualified)            |   |                                      |
| Recorde da temporada  | Recorde da temporada do atleta (Season best) | Recorde sul-americano | Recorde sul-americano (South America) | NM                         | Sem marca (No mark)                       |   |                                      |